# Jianchang (köpinghuvudort i Kina, Liaoning Sheng, lat 41,25, long 124,47)
Jianchang är en köpinghuvudort i Kina. Den ligger i provinsen Liaoning, i den nordöstra delen av landet, omkring 110 kilometer sydost om provinshuvudstaden Shenyang. Antalet invånare är 26 121. Befolkningen består av 12 598 kvinnor och 13 523 män. Barn under 15 år utgör 13,0 %, vuxna 15-64 år 78 %, och äldre över 65 år 7,0 %.
Runt Jianchang är det ganska tätbefolkat, med 83 invånare per kvadratkilometer. Jianchang är det största samhället i trakten. Omgivningarna runt Jianchang är en mosaik av jordbruksmark och naturlig växtlighet.
Genomsnittlig årsnederbörd är 1 236 millimeter. Den regnigaste månaden är juli, med i genomsnitt 341 mm nederbörd, och den torraste är januari, med 10 mm nederbörd.